# Steinbach (Gemeinde Pilgersdorf)
Steinbach (ungarisch Kőpatak) ist eine Katastralgemeinde von Pilgersdorf (Bezirk Oberpullendorf im Burgenland, Österreich).

## Geografie
Das Ortsgebiet von Steinbach liegt entlang des Steinbaches an seiner Mündung in den Zöbernbach. Zum Ortsgebiet gehört auch die Rotte Gschorrholz.

## Geschichte

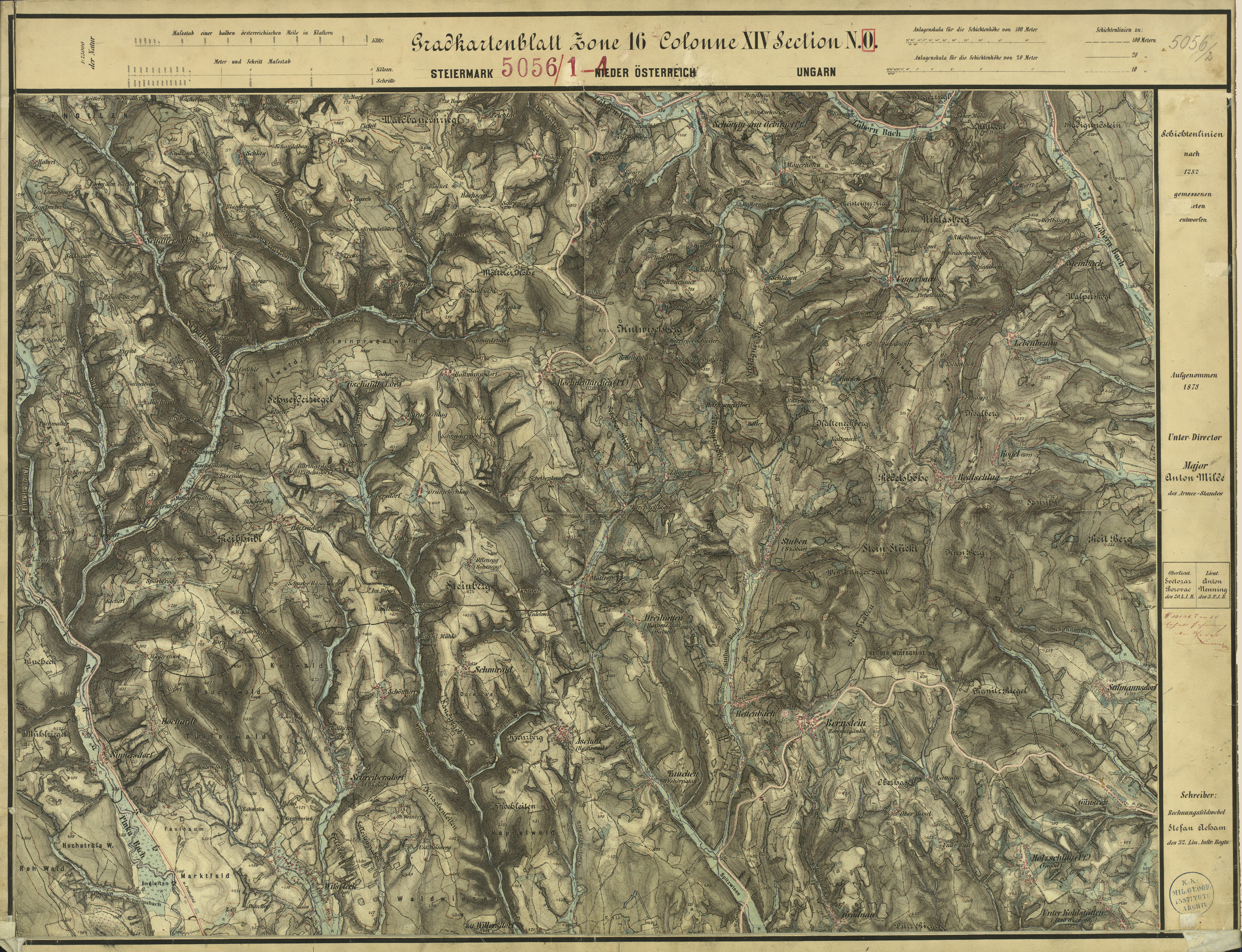
Steinbach (rechts oben) um 1878 (Aufnahmeblatt der Landesaufnahme)

Der Name Steinbach scheint erstmals 1773 auf. Alte Ortsbezeichnungen waren: Stampach, Stanpakk, Stanpack und Steinpoch. Einzelgehöfte, wie die alte Mühle wurden aber bereits 1608 erstmals erwähnt.
Im Jahre 1774 wurde eine Kapelle für 25 Personen erbaut. Sie ist dem heiligen Antonius geweiht. Gottesdienst gab es nur an dessen Namenstag dem 13. Juni. Die jetzige Filialkirche wurde 1896 erbaut und gehört zur Pfarre Pilgersdorf, wird aber seit einigen Jahren von der Pfarre Kogl betreut.
1813 wurde der Ort von einer verheerenden Überschwemmung heimgesucht. Viele Häuser wurden unterwaschen und stürzten ein. Ein großer Stein, den das Wasser bis nahe ans alte Feuerwehrhaus trug, erinnert noch heute an dieses gewaltige Naturereignis.
1881 errichtete die Gemeinde ein Schulgebäude mit einem Klassenraum. In den Jahren 1962 bis 1964 wurde ein modernes Schulgebäude errichtet.
Zur Zeit der ungarischen Herrschaft hieß Steinbach „Köpatak“. Pilgersdorf trug den Namen „Pörgöleny“. Nur zwei Kilometer entfernt, an der niederösterreichischen Grenze erinnern zwei (wiedergepflanzte) Linden an die Kämpfe vom 5. September 1921 mit ungarischen Freischaren, als dem damals jungen österreichischen Bundesheer und der neu aufgestellten Gendarmerie die Abwehr der Ungarn gelang, die dieses Gebiet bei Ungarn behalten wollten. In Steinbach verlief die alte Grenze zwischen Österreich und dem Königreich Ungarn.